# Lumbrineris nuchalis
Lumbrineris nuchalis är en ringmaskart som beskrevs av Treadwell 1921. Lumbrineris nuchalis ingår i släktet Lumbrineris och familjen Lumbrineridae. Inga underarter finns listade i Catalogue of Life.